# Pavel Pavlovič Bobrov
Pavel Pavlovič Bobrov (in russo Павел Павлович Бобров?; Rjazan', 29 agosto 1862 – Mosca, 23 dicembre 1911) è stato un giornalista, compositore di scacchi e damista russo.
Noto soprattutto come compositore di problemi, era anche un forte giocatore a tavolino (vinse una partita contro l'ex campione del mondo Wilhelm Steinitz in una simultanea tenuta da quest'ultimo a Mosca).
Fu per molti anni direttore del club di scacchi di Mosca e redattore di diverse riviste di scacchi, tra cui «Шахматное обозрение» (Šachmatnoe obozrenie, "Rivista di scacchi"), una delle migliori riviste di scacchi dell'epoca, negli anni 1891-93, 1901-1904 e 1909-1910.
Organizzò e diresse il Campionato del mondo 1897 tra Emanuel Lasker e Steinitz, i campionati russi del 1899 e 1900 (entrambi vinti da Michail Čigorin) ed altri importanti tornei.
Era anche un appassionato di dama russa. Organizzò e diresse i primi quattro campionati russi di dama (1894, 1895, 1898, 1901).

## Problema di esempio
|   | a | b | c | d | e | f | g | h |   |
| 8 | d8 cavallo del bianco · f8 torre del bianco · b7 pedone del bianco · c7 re del nero · e7 pedone del nero · g7 pedone del bianco · a6 cavallo del nero · d5 pedone del bianco · a4 cavallo del bianco · b4 pedone del nero · h4 pedone del nero · a3 pedone del nero · h3 donna del bianco · b2 alfiere del nero · c2 pedone del bianco · g2 re del bianco · a1 donna del nero · c1 cavallo del nero | d8 cavallo del bianco · f8 torre del bianco · b7 pedone del bianco · c7 re del nero · e7 pedone del nero · g7 pedone del bianco · a6 cavallo del nero · d5 pedone del bianco · a4 cavallo del bianco · b4 pedone del nero · h4 pedone del nero · a3 pedone del nero · h3 donna del bianco · b2 alfiere del nero · c2 pedone del bianco · g2 re del bianco · a1 donna del nero · c1 cavallo del nero | d8 cavallo del bianco · f8 torre del bianco · b7 pedone del bianco · c7 re del nero · e7 pedone del nero · g7 pedone del bianco · a6 cavallo del nero · d5 pedone del bianco · a4 cavallo del bianco · b4 pedone del nero · h4 pedone del nero · a3 pedone del nero · h3 donna del bianco · b2 alfiere del nero · c2 pedone del bianco · g2 re del bianco · a1 donna del nero · c1 cavallo del nero | d8 cavallo del bianco · f8 torre del bianco · b7 pedone del bianco · c7 re del nero · e7 pedone del nero · g7 pedone del bianco · a6 cavallo del nero · d5 pedone del bianco · a4 cavallo del bianco · b4 pedone del nero · h4 pedone del nero · a3 pedone del nero · h3 donna del bianco · b2 alfiere del nero · c2 pedone del bianco · g2 re del bianco · a1 donna del nero · c1 cavallo del nero | d8 cavallo del bianco · f8 torre del bianco · b7 pedone del bianco · c7 re del nero · e7 pedone del nero · g7 pedone del bianco · a6 cavallo del nero · d5 pedone del bianco · a4 cavallo del bianco · b4 pedone del nero · h4 pedone del nero · a3 pedone del nero · h3 donna del bianco · b2 alfiere del nero · c2 pedone del bianco · g2 re del bianco · a1 donna del nero · c1 cavallo del nero | d8 cavallo del bianco · f8 torre del bianco · b7 pedone del bianco · c7 re del nero · e7 pedone del nero · g7 pedone del bianco · a6 cavallo del nero · d5 pedone del bianco · a4 cavallo del bianco · b4 pedone del nero · h4 pedone del nero · a3 pedone del nero · h3 donna del bianco · b2 alfiere del nero · c2 pedone del bianco · g2 re del bianco · a1 donna del nero · c1 cavallo del nero | d8 cavallo del bianco · f8 torre del bianco · b7 pedone del bianco · c7 re del nero · e7 pedone del nero · g7 pedone del bianco · a6 cavallo del nero · d5 pedone del bianco · a4 cavallo del bianco · b4 pedone del nero · h4 pedone del nero · a3 pedone del nero · h3 donna del bianco · b2 alfiere del nero · c2 pedone del bianco · g2 re del bianco · a1 donna del nero · c1 cavallo del nero | d8 cavallo del bianco · f8 torre del bianco · b7 pedone del bianco · c7 re del nero · e7 pedone del nero · g7 pedone del bianco · a6 cavallo del nero · d5 pedone del bianco · a4 cavallo del bianco · b4 pedone del nero · h4 pedone del nero · a3 pedone del nero · h3 donna del bianco · b2 alfiere del nero · c2 pedone del bianco · g2 re del bianco · a1 donna del nero · c1 cavallo del nero | 8 |
| 7 | d8 cavallo del bianco · f8 torre del bianco · b7 pedone del bianco · c7 re del nero · e7 pedone del nero · g7 pedone del bianco · a6 cavallo del nero · d5 pedone del bianco · a4 cavallo del bianco · b4 pedone del nero · h4 pedone del nero · a3 pedone del nero · h3 donna del bianco · b2 alfiere del nero · c2 pedone del bianco · g2 re del bianco · a1 donna del nero · c1 cavallo del nero | d8 cavallo del bianco · f8 torre del bianco · b7 pedone del bianco · c7 re del nero · e7 pedone del nero · g7 pedone del bianco · a6 cavallo del nero · d5 pedone del bianco · a4 cavallo del bianco · b4 pedone del nero · h4 pedone del nero · a3 pedone del nero · h3 donna del bianco · b2 alfiere del nero · c2 pedone del bianco · g2 re del bianco · a1 donna del nero · c1 cavallo del nero | d8 cavallo del bianco · f8 torre del bianco · b7 pedone del bianco · c7 re del nero · e7 pedone del nero · g7 pedone del bianco · a6 cavallo del nero · d5 pedone del bianco · a4 cavallo del bianco · b4 pedone del nero · h4 pedone del nero · a3 pedone del nero · h3 donna del bianco · b2 alfiere del nero · c2 pedone del bianco · g2 re del bianco · a1 donna del nero · c1 cavallo del nero | d8 cavallo del bianco · f8 torre del bianco · b7 pedone del bianco · c7 re del nero · e7 pedone del nero · g7 pedone del bianco · a6 cavallo del nero · d5 pedone del bianco · a4 cavallo del bianco · b4 pedone del nero · h4 pedone del nero · a3 pedone del nero · h3 donna del bianco · b2 alfiere del nero · c2 pedone del bianco · g2 re del bianco · a1 donna del nero · c1 cavallo del nero | d8 cavallo del bianco · f8 torre del bianco · b7 pedone del bianco · c7 re del nero · e7 pedone del nero · g7 pedone del bianco · a6 cavallo del nero · d5 pedone del bianco · a4 cavallo del bianco · b4 pedone del nero · h4 pedone del nero · a3 pedone del nero · h3 donna del bianco · b2 alfiere del nero · c2 pedone del bianco · g2 re del bianco · a1 donna del nero · c1 cavallo del nero | d8 cavallo del bianco · f8 torre del bianco · b7 pedone del bianco · c7 re del nero · e7 pedone del nero · g7 pedone del bianco · a6 cavallo del nero · d5 pedone del bianco · a4 cavallo del bianco · b4 pedone del nero · h4 pedone del nero · a3 pedone del nero · h3 donna del bianco · b2 alfiere del nero · c2 pedone del bianco · g2 re del bianco · a1 donna del nero · c1 cavallo del nero | d8 cavallo del bianco · f8 torre del bianco · b7 pedone del bianco · c7 re del nero · e7 pedone del nero · g7 pedone del bianco · a6 cavallo del nero · d5 pedone del bianco · a4 cavallo del bianco · b4 pedone del nero · h4 pedone del nero · a3 pedone del nero · h3 donna del bianco · b2 alfiere del nero · c2 pedone del bianco · g2 re del bianco · a1 donna del nero · c1 cavallo del nero | d8 cavallo del bianco · f8 torre del bianco · b7 pedone del bianco · c7 re del nero · e7 pedone del nero · g7 pedone del bianco · a6 cavallo del nero · d5 pedone del bianco · a4 cavallo del bianco · b4 pedone del nero · h4 pedone del nero · a3 pedone del nero · h3 donna del bianco · b2 alfiere del nero · c2 pedone del bianco · g2 re del bianco · a1 donna del nero · c1 cavallo del nero | 7 |
| 6 | d8 cavallo del bianco · f8 torre del bianco · b7 pedone del bianco · c7 re del nero · e7 pedone del nero · g7 pedone del bianco · a6 cavallo del nero · d5 pedone del bianco · a4 cavallo del bianco · b4 pedone del nero · h4 pedone del nero · a3 pedone del nero · h3 donna del bianco · b2 alfiere del nero · c2 pedone del bianco · g2 re del bianco · a1 donna del nero · c1 cavallo del nero | d8 cavallo del bianco · f8 torre del bianco · b7 pedone del bianco · c7 re del nero · e7 pedone del nero · g7 pedone del bianco · a6 cavallo del nero · d5 pedone del bianco · a4 cavallo del bianco · b4 pedone del nero · h4 pedone del nero · a3 pedone del nero · h3 donna del bianco · b2 alfiere del nero · c2 pedone del bianco · g2 re del bianco · a1 donna del nero · c1 cavallo del nero | d8 cavallo del bianco · f8 torre del bianco · b7 pedone del bianco · c7 re del nero · e7 pedone del nero · g7 pedone del bianco · a6 cavallo del nero · d5 pedone del bianco · a4 cavallo del bianco · b4 pedone del nero · h4 pedone del nero · a3 pedone del nero · h3 donna del bianco · b2 alfiere del nero · c2 pedone del bianco · g2 re del bianco · a1 donna del nero · c1 cavallo del nero | d8 cavallo del bianco · f8 torre del bianco · b7 pedone del bianco · c7 re del nero · e7 pedone del nero · g7 pedone del bianco · a6 cavallo del nero · d5 pedone del bianco · a4 cavallo del bianco · b4 pedone del nero · h4 pedone del nero · a3 pedone del nero · h3 donna del bianco · b2 alfiere del nero · c2 pedone del bianco · g2 re del bianco · a1 donna del nero · c1 cavallo del nero | d8 cavallo del bianco · f8 torre del bianco · b7 pedone del bianco · c7 re del nero · e7 pedone del nero · g7 pedone del bianco · a6 cavallo del nero · d5 pedone del bianco · a4 cavallo del bianco · b4 pedone del nero · h4 pedone del nero · a3 pedone del nero · h3 donna del bianco · b2 alfiere del nero · c2 pedone del bianco · g2 re del bianco · a1 donna del nero · c1 cavallo del nero | d8 cavallo del bianco · f8 torre del bianco · b7 pedone del bianco · c7 re del nero · e7 pedone del nero · g7 pedone del bianco · a6 cavallo del nero · d5 pedone del bianco · a4 cavallo del bianco · b4 pedone del nero · h4 pedone del nero · a3 pedone del nero · h3 donna del bianco · b2 alfiere del nero · c2 pedone del bianco · g2 re del bianco · a1 donna del nero · c1 cavallo del nero | d8 cavallo del bianco · f8 torre del bianco · b7 pedone del bianco · c7 re del nero · e7 pedone del nero · g7 pedone del bianco · a6 cavallo del nero · d5 pedone del bianco · a4 cavallo del bianco · b4 pedone del nero · h4 pedone del nero · a3 pedone del nero · h3 donna del bianco · b2 alfiere del nero · c2 pedone del bianco · g2 re del bianco · a1 donna del nero · c1 cavallo del nero | d8 cavallo del bianco · f8 torre del bianco · b7 pedone del bianco · c7 re del nero · e7 pedone del nero · g7 pedone del bianco · a6 cavallo del nero · d5 pedone del bianco · a4 cavallo del bianco · b4 pedone del nero · h4 pedone del nero · a3 pedone del nero · h3 donna del bianco · b2 alfiere del nero · c2 pedone del bianco · g2 re del bianco · a1 donna del nero · c1 cavallo del nero | 6 |
| 5 | d8 cavallo del bianco · f8 torre del bianco · b7 pedone del bianco · c7 re del nero · e7 pedone del nero · g7 pedone del bianco · a6 cavallo del nero · d5 pedone del bianco · a4 cavallo del bianco · b4 pedone del nero · h4 pedone del nero · a3 pedone del nero · h3 donna del bianco · b2 alfiere del nero · c2 pedone del bianco · g2 re del bianco · a1 donna del nero · c1 cavallo del nero | d8 cavallo del bianco · f8 torre del bianco · b7 pedone del bianco · c7 re del nero · e7 pedone del nero · g7 pedone del bianco · a6 cavallo del nero · d5 pedone del bianco · a4 cavallo del bianco · b4 pedone del nero · h4 pedone del nero · a3 pedone del nero · h3 donna del bianco · b2 alfiere del nero · c2 pedone del bianco · g2 re del bianco · a1 donna del nero · c1 cavallo del nero | d8 cavallo del bianco · f8 torre del bianco · b7 pedone del bianco · c7 re del nero · e7 pedone del nero · g7 pedone del bianco · a6 cavallo del nero · d5 pedone del bianco · a4 cavallo del bianco · b4 pedone del nero · h4 pedone del nero · a3 pedone del nero · h3 donna del bianco · b2 alfiere del nero · c2 pedone del bianco · g2 re del bianco · a1 donna del nero · c1 cavallo del nero | d8 cavallo del bianco · f8 torre del bianco · b7 pedone del bianco · c7 re del nero · e7 pedone del nero · g7 pedone del bianco · a6 cavallo del nero · d5 pedone del bianco · a4 cavallo del bianco · b4 pedone del nero · h4 pedone del nero · a3 pedone del nero · h3 donna del bianco · b2 alfiere del nero · c2 pedone del bianco · g2 re del bianco · a1 donna del nero · c1 cavallo del nero | d8 cavallo del bianco · f8 torre del bianco · b7 pedone del bianco · c7 re del nero · e7 pedone del nero · g7 pedone del bianco · a6 cavallo del nero · d5 pedone del bianco · a4 cavallo del bianco · b4 pedone del nero · h4 pedone del nero · a3 pedone del nero · h3 donna del bianco · b2 alfiere del nero · c2 pedone del bianco · g2 re del bianco · a1 donna del nero · c1 cavallo del nero | d8 cavallo del bianco · f8 torre del bianco · b7 pedone del bianco · c7 re del nero · e7 pedone del nero · g7 pedone del bianco · a6 cavallo del nero · d5 pedone del bianco · a4 cavallo del bianco · b4 pedone del nero · h4 pedone del nero · a3 pedone del nero · h3 donna del bianco · b2 alfiere del nero · c2 pedone del bianco · g2 re del bianco · a1 donna del nero · c1 cavallo del nero | d8 cavallo del bianco · f8 torre del bianco · b7 pedone del bianco · c7 re del nero · e7 pedone del nero · g7 pedone del bianco · a6 cavallo del nero · d5 pedone del bianco · a4 cavallo del bianco · b4 pedone del nero · h4 pedone del nero · a3 pedone del nero · h3 donna del bianco · b2 alfiere del nero · c2 pedone del bianco · g2 re del bianco · a1 donna del nero · c1 cavallo del nero | d8 cavallo del bianco · f8 torre del bianco · b7 pedone del bianco · c7 re del nero · e7 pedone del nero · g7 pedone del bianco · a6 cavallo del nero · d5 pedone del bianco · a4 cavallo del bianco · b4 pedone del nero · h4 pedone del nero · a3 pedone del nero · h3 donna del bianco · b2 alfiere del nero · c2 pedone del bianco · g2 re del bianco · a1 donna del nero · c1 cavallo del nero | 5 |
| 4 | d8 cavallo del bianco · f8 torre del bianco · b7 pedone del bianco · c7 re del nero · e7 pedone del nero · g7 pedone del bianco · a6 cavallo del nero · d5 pedone del bianco · a4 cavallo del bianco · b4 pedone del nero · h4 pedone del nero · a3 pedone del nero · h3 donna del bianco · b2 alfiere del nero · c2 pedone del bianco · g2 re del bianco · a1 donna del nero · c1 cavallo del nero | d8 cavallo del bianco · f8 torre del bianco · b7 pedone del bianco · c7 re del nero · e7 pedone del nero · g7 pedone del bianco · a6 cavallo del nero · d5 pedone del bianco · a4 cavallo del bianco · b4 pedone del nero · h4 pedone del nero · a3 pedone del nero · h3 donna del bianco · b2 alfiere del nero · c2 pedone del bianco · g2 re del bianco · a1 donna del nero · c1 cavallo del nero | d8 cavallo del bianco · f8 torre del bianco · b7 pedone del bianco · c7 re del nero · e7 pedone del nero · g7 pedone del bianco · a6 cavallo del nero · d5 pedone del bianco · a4 cavallo del bianco · b4 pedone del nero · h4 pedone del nero · a3 pedone del nero · h3 donna del bianco · b2 alfiere del nero · c2 pedone del bianco · g2 re del bianco · a1 donna del nero · c1 cavallo del nero | d8 cavallo del bianco · f8 torre del bianco · b7 pedone del bianco · c7 re del nero · e7 pedone del nero · g7 pedone del bianco · a6 cavallo del nero · d5 pedone del bianco · a4 cavallo del bianco · b4 pedone del nero · h4 pedone del nero · a3 pedone del nero · h3 donna del bianco · b2 alfiere del nero · c2 pedone del bianco · g2 re del bianco · a1 donna del nero · c1 cavallo del nero | d8 cavallo del bianco · f8 torre del bianco · b7 pedone del bianco · c7 re del nero · e7 pedone del nero · g7 pedone del bianco · a6 cavallo del nero · d5 pedone del bianco · a4 cavallo del bianco · b4 pedone del nero · h4 pedone del nero · a3 pedone del nero · h3 donna del bianco · b2 alfiere del nero · c2 pedone del bianco · g2 re del bianco · a1 donna del nero · c1 cavallo del nero | d8 cavallo del bianco · f8 torre del bianco · b7 pedone del bianco · c7 re del nero · e7 pedone del nero · g7 pedone del bianco · a6 cavallo del nero · d5 pedone del bianco · a4 cavallo del bianco · b4 pedone del nero · h4 pedone del nero · a3 pedone del nero · h3 donna del bianco · b2 alfiere del nero · c2 pedone del bianco · g2 re del bianco · a1 donna del nero · c1 cavallo del nero | d8 cavallo del bianco · f8 torre del bianco · b7 pedone del bianco · c7 re del nero · e7 pedone del nero · g7 pedone del bianco · a6 cavallo del nero · d5 pedone del bianco · a4 cavallo del bianco · b4 pedone del nero · h4 pedone del nero · a3 pedone del nero · h3 donna del bianco · b2 alfiere del nero · c2 pedone del bianco · g2 re del bianco · a1 donna del nero · c1 cavallo del nero | d8 cavallo del bianco · f8 torre del bianco · b7 pedone del bianco · c7 re del nero · e7 pedone del nero · g7 pedone del bianco · a6 cavallo del nero · d5 pedone del bianco · a4 cavallo del bianco · b4 pedone del nero · h4 pedone del nero · a3 pedone del nero · h3 donna del bianco · b2 alfiere del nero · c2 pedone del bianco · g2 re del bianco · a1 donna del nero · c1 cavallo del nero | 4 |
| 3 | d8 cavallo del bianco · f8 torre del bianco · b7 pedone del bianco · c7 re del nero · e7 pedone del nero · g7 pedone del bianco · a6 cavallo del nero · d5 pedone del bianco · a4 cavallo del bianco · b4 pedone del nero · h4 pedone del nero · a3 pedone del nero · h3 donna del bianco · b2 alfiere del nero · c2 pedone del bianco · g2 re del bianco · a1 donna del nero · c1 cavallo del nero | d8 cavallo del bianco · f8 torre del bianco · b7 pedone del bianco · c7 re del nero · e7 pedone del nero · g7 pedone del bianco · a6 cavallo del nero · d5 pedone del bianco · a4 cavallo del bianco · b4 pedone del nero · h4 pedone del nero · a3 pedone del nero · h3 donna del bianco · b2 alfiere del nero · c2 pedone del bianco · g2 re del bianco · a1 donna del nero · c1 cavallo del nero | d8 cavallo del bianco · f8 torre del bianco · b7 pedone del bianco · c7 re del nero · e7 pedone del nero · g7 pedone del bianco · a6 cavallo del nero · d5 pedone del bianco · a4 cavallo del bianco · b4 pedone del nero · h4 pedone del nero · a3 pedone del nero · h3 donna del bianco · b2 alfiere del nero · c2 pedone del bianco · g2 re del bianco · a1 donna del nero · c1 cavallo del nero | d8 cavallo del bianco · f8 torre del bianco · b7 pedone del bianco · c7 re del nero · e7 pedone del nero · g7 pedone del bianco · a6 cavallo del nero · d5 pedone del bianco · a4 cavallo del bianco · b4 pedone del nero · h4 pedone del nero · a3 pedone del nero · h3 donna del bianco · b2 alfiere del nero · c2 pedone del bianco · g2 re del bianco · a1 donna del nero · c1 cavallo del nero | d8 cavallo del bianco · f8 torre del bianco · b7 pedone del bianco · c7 re del nero · e7 pedone del nero · g7 pedone del bianco · a6 cavallo del nero · d5 pedone del bianco · a4 cavallo del bianco · b4 pedone del nero · h4 pedone del nero · a3 pedone del nero · h3 donna del bianco · b2 alfiere del nero · c2 pedone del bianco · g2 re del bianco · a1 donna del nero · c1 cavallo del nero | d8 cavallo del bianco · f8 torre del bianco · b7 pedone del bianco · c7 re del nero · e7 pedone del nero · g7 pedone del bianco · a6 cavallo del nero · d5 pedone del bianco · a4 cavallo del bianco · b4 pedone del nero · h4 pedone del nero · a3 pedone del nero · h3 donna del bianco · b2 alfiere del nero · c2 pedone del bianco · g2 re del bianco · a1 donna del nero · c1 cavallo del nero | d8 cavallo del bianco · f8 torre del bianco · b7 pedone del bianco · c7 re del nero · e7 pedone del nero · g7 pedone del bianco · a6 cavallo del nero · d5 pedone del bianco · a4 cavallo del bianco · b4 pedone del nero · h4 pedone del nero · a3 pedone del nero · h3 donna del bianco · b2 alfiere del nero · c2 pedone del bianco · g2 re del bianco · a1 donna del nero · c1 cavallo del nero | d8 cavallo del bianco · f8 torre del bianco · b7 pedone del bianco · c7 re del nero · e7 pedone del nero · g7 pedone del bianco · a6 cavallo del nero · d5 pedone del bianco · a4 cavallo del bianco · b4 pedone del nero · h4 pedone del nero · a3 pedone del nero · h3 donna del bianco · b2 alfiere del nero · c2 pedone del bianco · g2 re del bianco · a1 donna del nero · c1 cavallo del nero | 3 |
| 2 | d8 cavallo del bianco · f8 torre del bianco · b7 pedone del bianco · c7 re del nero · e7 pedone del nero · g7 pedone del bianco · a6 cavallo del nero · d5 pedone del bianco · a4 cavallo del bianco · b4 pedone del nero · h4 pedone del nero · a3 pedone del nero · h3 donna del bianco · b2 alfiere del nero · c2 pedone del bianco · g2 re del bianco · a1 donna del nero · c1 cavallo del nero | d8 cavallo del bianco · f8 torre del bianco · b7 pedone del bianco · c7 re del nero · e7 pedone del nero · g7 pedone del bianco · a6 cavallo del nero · d5 pedone del bianco · a4 cavallo del bianco · b4 pedone del nero · h4 pedone del nero · a3 pedone del nero · h3 donna del bianco · b2 alfiere del nero · c2 pedone del bianco · g2 re del bianco · a1 donna del nero · c1 cavallo del nero | d8 cavallo del bianco · f8 torre del bianco · b7 pedone del bianco · c7 re del nero · e7 pedone del nero · g7 pedone del bianco · a6 cavallo del nero · d5 pedone del bianco · a4 cavallo del bianco · b4 pedone del nero · h4 pedone del nero · a3 pedone del nero · h3 donna del bianco · b2 alfiere del nero · c2 pedone del bianco · g2 re del bianco · a1 donna del nero · c1 cavallo del nero | d8 cavallo del bianco · f8 torre del bianco · b7 pedone del bianco · c7 re del nero · e7 pedone del nero · g7 pedone del bianco · a6 cavallo del nero · d5 pedone del bianco · a4 cavallo del bianco · b4 pedone del nero · h4 pedone del nero · a3 pedone del nero · h3 donna del bianco · b2 alfiere del nero · c2 pedone del bianco · g2 re del bianco · a1 donna del nero · c1 cavallo del nero | d8 cavallo del bianco · f8 torre del bianco · b7 pedone del bianco · c7 re del nero · e7 pedone del nero · g7 pedone del bianco · a6 cavallo del nero · d5 pedone del bianco · a4 cavallo del bianco · b4 pedone del nero · h4 pedone del nero · a3 pedone del nero · h3 donna del bianco · b2 alfiere del nero · c2 pedone del bianco · g2 re del bianco · a1 donna del nero · c1 cavallo del nero | d8 cavallo del bianco · f8 torre del bianco · b7 pedone del bianco · c7 re del nero · e7 pedone del nero · g7 pedone del bianco · a6 cavallo del nero · d5 pedone del bianco · a4 cavallo del bianco · b4 pedone del nero · h4 pedone del nero · a3 pedone del nero · h3 donna del bianco · b2 alfiere del nero · c2 pedone del bianco · g2 re del bianco · a1 donna del nero · c1 cavallo del nero | d8 cavallo del bianco · f8 torre del bianco · b7 pedone del bianco · c7 re del nero · e7 pedone del nero · g7 pedone del bianco · a6 cavallo del nero · d5 pedone del bianco · a4 cavallo del bianco · b4 pedone del nero · h4 pedone del nero · a3 pedone del nero · h3 donna del bianco · b2 alfiere del nero · c2 pedone del bianco · g2 re del bianco · a1 donna del nero · c1 cavallo del nero | d8 cavallo del bianco · f8 torre del bianco · b7 pedone del bianco · c7 re del nero · e7 pedone del nero · g7 pedone del bianco · a6 cavallo del nero · d5 pedone del bianco · a4 cavallo del bianco · b4 pedone del nero · h4 pedone del nero · a3 pedone del nero · h3 donna del bianco · b2 alfiere del nero · c2 pedone del bianco · g2 re del bianco · a1 donna del nero · c1 cavallo del nero | 2 |
| 1 | d8 cavallo del bianco · f8 torre del bianco · b7 pedone del bianco · c7 re del nero · e7 pedone del nero · g7 pedone del bianco · a6 cavallo del nero · d5 pedone del bianco · a4 cavallo del bianco · b4 pedone del nero · h4 pedone del nero · a3 pedone del nero · h3 donna del bianco · b2 alfiere del nero · c2 pedone del bianco · g2 re del bianco · a1 donna del nero · c1 cavallo del nero | d8 cavallo del bianco · f8 torre del bianco · b7 pedone del bianco · c7 re del nero · e7 pedone del nero · g7 pedone del bianco · a6 cavallo del nero · d5 pedone del bianco · a4 cavallo del bianco · b4 pedone del nero · h4 pedone del nero · a3 pedone del nero · h3 donna del bianco · b2 alfiere del nero · c2 pedone del bianco · g2 re del bianco · a1 donna del nero · c1 cavallo del nero | d8 cavallo del bianco · f8 torre del bianco · b7 pedone del bianco · c7 re del nero · e7 pedone del nero · g7 pedone del bianco · a6 cavallo del nero · d5 pedone del bianco · a4 cavallo del bianco · b4 pedone del nero · h4 pedone del nero · a3 pedone del nero · h3 donna del bianco · b2 alfiere del nero · c2 pedone del bianco · g2 re del bianco · a1 donna del nero · c1 cavallo del nero | d8 cavallo del bianco · f8 torre del bianco · b7 pedone del bianco · c7 re del nero · e7 pedone del nero · g7 pedone del bianco · a6 cavallo del nero · d5 pedone del bianco · a4 cavallo del bianco · b4 pedone del nero · h4 pedone del nero · a3 pedone del nero · h3 donna del bianco · b2 alfiere del nero · c2 pedone del bianco · g2 re del bianco · a1 donna del nero · c1 cavallo del nero | d8 cavallo del bianco · f8 torre del bianco · b7 pedone del bianco · c7 re del nero · e7 pedone del nero · g7 pedone del bianco · a6 cavallo del nero · d5 pedone del bianco · a4 cavallo del bianco · b4 pedone del nero · h4 pedone del nero · a3 pedone del nero · h3 donna del bianco · b2 alfiere del nero · c2 pedone del bianco · g2 re del bianco · a1 donna del nero · c1 cavallo del nero | d8 cavallo del bianco · f8 torre del bianco · b7 pedone del bianco · c7 re del nero · e7 pedone del nero · g7 pedone del bianco · a6 cavallo del nero · d5 pedone del bianco · a4 cavallo del bianco · b4 pedone del nero · h4 pedone del nero · a3 pedone del nero · h3 donna del bianco · b2 alfiere del nero · c2 pedone del bianco · g2 re del bianco · a1 donna del nero · c1 cavallo del nero | d8 cavallo del bianco · f8 torre del bianco · b7 pedone del bianco · c7 re del nero · e7 pedone del nero · g7 pedone del bianco · a6 cavallo del nero · d5 pedone del bianco · a4 cavallo del bianco · b4 pedone del nero · h4 pedone del nero · a3 pedone del nero · h3 donna del bianco · b2 alfiere del nero · c2 pedone del bianco · g2 re del bianco · a1 donna del nero · c1 cavallo del nero | d8 cavallo del bianco · f8 torre del bianco · b7 pedone del bianco · c7 re del nero · e7 pedone del nero · g7 pedone del bianco · a6 cavallo del nero · d5 pedone del bianco · a4 cavallo del bianco · b4 pedone del nero · h4 pedone del nero · a3 pedone del nero · h3 donna del bianco · b2 alfiere del nero · c2 pedone del bianco · g2 re del bianco · a1 donna del nero · c1 cavallo del nero | 1 |
|   | a | b | c | d | e | f | g | h |   |

Soluzione:
Tentativi:

1. Cf7? (con l'idea 2.Dc8#)  1. ...e6! 2. Dxe6 h3+!

1. Dc8+? Rd6 2. Dc6+ Re5 e ora non c'è matto in una mossa; anche la promozione del pb7 non risolve, segue Rxb7 e non c'è matto in due.
1. c2-c4 !!  con l'idea di sostenere il pedone in d5, se bxc3 en passant il pedone c3 blocca l'azione dell'alfiere e della donna nera;
- 1. ...bxc3 2. Dh2+ Rd7 3. Cb6# (2. ...e5 3. dxe6#)
- 1. ...Rd6 2. Cd8-f7+ Rc7 3. Dc8#
- 1. ...e5 2. Tf7+ Rb8 3. Cd8-c6#
(2. ...Rxd8 3. g7-g8=T/D#; 2...Rd6 3. Dd7/c8#)
- 1. ...e6 2. Tf7+ Rb8 3. Cd8-c6#
(2. ...Rxd8 3. g7-g8=T/D#; 2...Rd6 3. De6#)